# Depresszió
Depresszió – węgierska grupa muzyczna, grająca głównie nu metal, thrash metal oraz punkrock. Założona w 1999 roku przez Ferenca Halásza, Dávida Nagya oraz Rolanda Reicherta.
W 2014 roku zgłosili się do węgierskich eliminacji do Konkursu Piosenki Eurowizji 2014 z utworem Csak a zene, jednakże odpadli w finale, nie zdobywając ani jednego punktu.

## Obecny skład zespołu
- Ferenc Halász (wokalista, gitarzysta)
- Ádám Hartmann (gitarzysta)
- Dávid Nagy (perkusista)
- Zoltán Kovács (gitara basowa)

## Byli członkowie zespołu
- Roland Reichert (gitara basowa)

## Dyskografia

### Albumy
- Messiás (demo) (1998)
- Tiszta erőből (2000)
- Amíg tart (2002)
- Egy életen át (2004)
- Az ébredés útján (2006)
- Egyensúly (2008)
- Nincs jobb kor (kompilacja) (2010)
- Vízválasztó (2011)
- A folyamat zajlik (2014)

### DVD
- Depi Birth DayVD (2005)
- DE 3.14 Live (2008)

### EP
- Még1x (2006)